# Quatorzième district congressionnel de l'Illinois
Le 14e district congressionnel de l'Illinois est actuellement représenté par la Démocrate Lauren Underwood. Il est situé dans le nord de l'Illinois, entourant les banlieues nord et ouest de Chicago.
Joseph Gurney Cannon, qui a également été Président de la Chambre des représentants des États-Unis lors de quatre congrès et dont le Cannon House Office Building porte le nom, a représenté le district au début de sa carrière (1873-1883), bien qu'il représentait le 18e district lorsqu'il fut orateur de 1903 à 1911.
Le 14e district a été représenté de 1987 à 2007 par le Républicain Dennis Hastert, qui a été président de la Chambre lors des 106e au 109e Congrès.
Hastert a démissionné du Congrès en novembre 2007 et le 8 mars 2008, les élections spéciales du 14e district congressionnel de l'Illinois en 2008 ont eu lieu pour pourvoir le poste vacant. Le Démocrate Bill Foster a battu le Républicain Jim Oberweis par 52,5 % contre 47,5 %. Lors des élections régulières de novembre 2008, Foster a remporté un mandat complet de deux ans, battant à nouveau Oberweis.
Foster n'a pas été réélu en 2010. Le Républicain Randy Hultgren a remporté le siège du GOP et a prêté serment lors de la convocation du 112e Congrès. Hultgren a été réélu aux élections de 2012, aux élections de 2014 et aux élections de 2016.
Lors des élections de 2018, la candidate Démocrate Lauren Underwood a battu Hultgren, 52,5 contre 47,5 %, renversant ainsi le district de CPVI R+5 au Parti Démocrate.

## Géographie

### Redécoupage de 2011
Après le redécoupage de 2011 qui a suivi le recensement de 2010, c'est-à-dire à partir des élections de 2012, le district couvre des parties des comtés de DeKalb, DuPage, Kane, Kendall, Lake, McHenry et Will. Le district comprend tout ou partie des villes d'Aurora, Batavia, Campton Hills, Crystal Lake, Genève, Huntley, McHenry, Naperville, St. Charles, North Aurora, Oswego, Plainfield, Plano, Sycamore, Warrenville, Wauconda, Woodstock et Yorkville.

### Redécoupage de 2021
| #   | Comté   | Siège     | Population |
| --- | ------- | --------- | ---------- |
| 11  | Bureau  | Princeton | 32 729     |
| 37  | DeKalb  | Sycamore  | 100 288    |
| 89  | Kane    | Geneva    | 514 982    |
| 93  | Kendall | Yorkville | 139 976    |
| 99  | LaSalle | Ottawa    | 108 309    |
| 155 | Putnam  | Hennipin  | 5561       |
| 197 | Will    | Joliet    | 700 728    |

### Villes et CDP de 10 000 habitants ou plus
- Aurora - 180 542
- Joliet - 150 362
- Naperville - 149 540
- Bolingbrook - 73 922
- Plainfield - 44 762
- DeKalb - 40 290
- Romeoville - 39 863
- Oswego - 34 585
- Lockport - 26 094
- Yorkville - 22 594
- Crest Hill - 20 459
- Montgomery - 20 262
- Ottawa - 18 840
- Sycamore - 18 577
- North Aurora - 18 261
- Shorewood - 18 186
- Lemont - 17 629
- Minooka - 12 758
- Plano - 11 847

### Villes de 2 500 à 10 000 personnes
- Peru - 9 896
- LaSalle - 9 582
- Sugar Grove - 9 278
- Sandwich - 7 221
- Mendota - 7 061
- Spring Valley - 5 582
- Lake Holiday - 5 687
- Marseille - 4 845
- Cortland - 4 398
- Oglesby - 3 712
- Ingalls Park - 3 460
- Ridgewood - 2 956
- Preston Heights - 2 898

À partir du redécoupage de 2020, le district sera basé dans le nord de l'Illinois et comprend le Comté de Kendall, la moitié sud du Comté de DeKalb, le nord du Comté de LaSalle, le nord-est du Comté de Putnam et une partie des comtés de Will, Kane et Bureau.
Le Comté de DeKalb est divisé entre ce district, le 11e district et le 16e district. Ils sont divisés par Gillis Rd, Anjali Ct, W Mortel Rd, Kishwaukee River, Bass Line Rd, Illinois Highway 23, Whipple Rd, Plank Rd, Swanson Rd et Darnell Rd. Le 14e district comprend les municipalités de Sycamore, DeKalb et Sandwich.
Le Comté de Bureau est divisé entre ce district et le 16e district. Ils sont divisés par l'Illinois Highway 26, l'US Highway 180, la 2400 St E et la 2400 Ave N. Le 14e district englobe les municipalités de Spring Valley, Cherry, DePue, Ladd et Seatonville.
Le Comté de Putnam est divisé entre ce district et le 16e district. Ils sont divisés par Illinois River, S Front St, E High St, N 2nd St, E Court St, E Mulberry St, N 3rd St, N 4th St, N 6th St, E Sycamore St, S 5th St, Coffee Creek, Illinois Highway 26 et N 600th Ave. Le 14e district englobe les municipalités de Granville et Standard ; et la plupart de Hennepin.
Le Comté de LaSalle est partagé entre ce district et le 16e district. Ils sont divisés par N 20th Rd, Vermillion River, Mattiiessen State Park Central Road, E 8th Rd, N 24th Rd, E 12th Rd, N 2250th Rd, E 13th Rd, E 18th Rd, Oakwood Dr et la rivière Illinois. Le 14e district comprend les municipalités de LaSalle, Ottawa, Oglesby, Peru, Earlville et Mendota; et la moitié de Seneca.
Le Comté de Will est divisé entre ce district, le 1er district et le 11e district. Les 14e et 1er districts sont divisés par West 135th St, High Rd, Chicago Sanitary & Ship Canal, Thornton St, East 9th St, Madison St, East 12th St, East Division St, South Farrell Rd, Midewin National Tail Grass Prairie, West Schweizer Rd, Channahon Rd, DuPage River et Canal Road North. Les 14e et 11e districts sont partagés par Le 14e englobe les municipalités de Joliet et de Plainfield ; la majeure partie de Romeoville ; et la moitié de Lockport.

## Historique de vote
Ce tableau indique comment le district a voté aux élections présidentielles américaines ; les résultats des élections reflètent le vote dans la circonscription telle qu'elle était configurée au moment de l'élection, et non telle qu'elle est configurée aujourd'hui.
| Année | Poste     | Résultats              |
| ----- | --------- | ---------------------- |
| 2000  | Président | Bush 54,0 % – 42,0 %   |
| 2004  | Président | Bush 55,0 % – 44,0 %   |
| 2008  | Président | Obama 50,0 % – 49,0 %  |
| 2012  | Président | Romney 54,0 % – 44,0 % |
| 2016  | Président | Trump 49,0 % – 45,0 %  |
| 2020  | Président | Biden 50,0 % – 48,0 %  |

Ce tableau indique comment le district a voté lors des récentes élections à l'échelle de l'État ; les résultats des élections reflètent le vote dans la circonscription telle qu'elle est actuellement configurée, pas nécessairement telle qu'elle était au moment de ces élections.
| Année | Poste             | Résultats                   |
| ----- | ----------------- | --------------------------- |
| 2016  | Président         | Clinton 50,7 % – 42,1 %     |
| 2016  | Sénat             | Duckworth 51,4 % – 41,9 %   |
| 2018  | Gouverneur        | Pritzker 51,2 % – 41,9 %    |
| 2018  | Procureur Général | Raoul 52,1 % – 45,1 %       |
| 2018  | Secrétaire d'État | White 65,6 % – 31,8 %       |
| 2020  | Président         | Biden 54,7 % – 43,3 %       |
| 2020  | Sénat             | Durbin 52,9 % – 41,4 %      |
| 2022  | Sénat             | Duckworth 54,0 % – 44,3 %   |
| 2022  | Gouverneur        | Pritzker 51,6 % – 45,0 %    |
| 2022  | Procureur Général | Raoul 52,1 % – 45,7 %       |
| 2022  | Secrétaire d'État | Giannoulias 52,1 % – 45,8 % |

## Liste des Représentants du district
| Membre                          | Parti      | Années                            | Congrès     | Histoire électorale | Zone géographique                                                        |
| ------------------------------- | ---------- | --------------------------------- | ----------- | --- | ------------------------------------------------------------------------ |
| District établit le 4 mars 1873 |            |                                   |             | |                                                                          |
| Joseph G. Cannon (en)           | Republican | 4 mars 1873 - 3 mars 1883         | 43e - 47e   | Élu en 1872. Réélu en 1874. Réélu en 1876. Réélu en 1878. Réélu en 1880. Redécoupage vers le 15e district.                                                                      | 1873 – 1883                                                              |
| Jonathan H. Rowell (en)         | Republican | 4 mars 1883 - 3 mars 1891         | 48e - 51e   | Élu en 1882. Réélu en 1884. Réélu en 1886. Réélu en 1888. Perds sa réélection.                                                                                                  | 1873 – 1883                                                              |
| Owen Scott (en)                 | Democratic | 4 mars 1891 - 3 mars 1893         | 52e         | Élu en 1890. Perds sa réélection. | 1873 – 1883                                                              |
| Benjamin F. Funk (en)           | Republican | 4 mars 1893 - 3 mars 1895         | 53e         | Élu en 1892. Retrait. | 1893 – 1901 Putnam, Marshall, Peoria, Tazewell et Mason                  |
| Joseph V. Graff (en)            | Republican | 4 mars 1895 - 3 mars 1903         | 54e - 57e   | Élu en 1894. Réélu en 1896. Réélu en 1898. Réélu en 1900. Redécoupage vers le 16e district.                                                                                     | 1893 – 1901 Putnam, Marshall, Peoria, Tazewell et Mason                  |
| Joseph V. Graff (en)            | Republican | 4 mars 1895 - 3 mars 1903         | 54e - 57e   | Élu en 1894. Réélu en 1896. Réélu en 1898. Réélu en 1900. Redécoupage vers le 16e district.                                                                                     | 1901 – 1947 Rock Island, Mercer, Warren, Henderson, Hancock et McDonough |
| Benjamin F. Marsh (en)          | Republican | 4 mars 1903 - 2 juin 1905         | 58e , 59e   | Élu en 1902. Réélu en 1904. Décès. |                                                                          |
| Vacant                          | Vacant     | 2 juin 1905 - 7 novembre 1905     |             | |                                                                          |
| James McKinney (en)             | Republican | 7 novembre 1905 - 3 mars 1913     | 59e - 62e   | Élu pour terminer le mandat de Marsh. Réélu en 1906. Réélu en 1908. Réélu en 1910. Retrait.                                                                                     |                                                                          |
| Clyde H. Tavenner (en)          | Democratic | 4 mars 1913 - 3 mars 1917         | 63e , 64e   | Élu en 1912. Réélu en 1914. Perds sa réélection. |                                                                          |
| William J. Graham (en)          | Republican | 4 mars 1917 - 7 juin 1924         | 65e - 68e   | Élu en 1916. Réélu en 1918. Réélu en 1920. Réélu en 1922. Démissionne lorsque nommé Juge Président de la Cour d'Appel des États-Unis.                                           |                                                                          |
| Vacant                          | Vacant     | 7 juin 1924 - 3 mars 1925         |             | |                                                                          |
| John C. Allen                   | Republican | 4 mars 1925 - 3 mars 1933         | 69e - 72e   | Élu en 1924. Réélu en 1926. Réélu en 1928. Réélu en 1930. Perds sa réélection.                                                                                                  |                                                                          |
| Chester C. Thompson (en)        | Democratic | 4 mars 1933 - 3 janvier 1939      | 73e - 75e   | Élu en 1932. Réélu en 1934. Réélu en 1936. Perds sa réélection. |                                                                          |
| Anton J. Johnson (en)           | Republican | 3 janvier 1939 - 3 janvier 1949   | 76e - 80e   | Élu en 1938. Réélu en 1940. Réélu en 1942. Réélu en 1944. Réélu en 1946. Redécoupage vers le 20e district et se retire.                                                         |                                                                          |
| Anton J. Johnson (en)           | Republican | 3 janvier 1939 - 3 janvier 1949   | 76e - 80e   | Élu en 1938. Réélu en 1940. Réélu en 1942. Réélu en 1944. Réélu en 1946. Redécoupage vers le 20e district et se retire.                                                         | 1947 – 1961 Kane, DuPage et McHenry                                      |
| Chauncey W. Reed (en)           | Republican | 3 janvier 1949 - 9 février 1956   | 81e - 84e   | Élu en 1948. Réélu en 1950. Réélu en 1952. Réélu en 1954. Décès. |                                                                          |
| Vacant                          | Vacant     | 9 février 1956 - 3 janvier 1957   |             | |                                                                          |
| Russell W. Keeney (en)          | Republican | 3 janvier 1957 - 11 janvier 1958  | 85e         | Élu en 1956. Décès. |                                                                          |
| Vacant                          | Vacant     | 11 janvier 1958 - 3 janvier 1959  |             | |                                                                          |
| Elmer J. Hoffman (en)           | Republican | 3 janvier 1959 - 3 janvier 1965   | 86e - 88e   | Élu en 1958. Réélu en 1960. Réélu en 1962. Retrait. |                                                                          |
| Elmer J. Hoffman (en)           | Republican | 3 janvier 1959 - 3 janvier 1965   | 86e - 88e   | Élu en 1958. Réélu en 1960. Réélu en 1962. Retrait. | 1961 – 1963                                                              |
| Elmer J. Hoffman (en)           | Republican | 3 janvier 1959 - 3 janvier 1965   | 86e - 88e   | Élu en 1958. Réélu en 1960. Réélu en 1962. Retrait. | 1963 – 1973                                                              |
| John N. Erlenborn (en)          | Republican | 3 janvier 1965 - 3 janvier 1983   | 89e - 97e   | Élu en 1964. Réélu en 1966. Réélu en 1968. Réélu en 1970. Réélu en 1972. Réélu en 1974. Réélu en 1978. Réélu en 1980. Redécoupage vers le 13e district.                         |                                                                          |
| John N. Erlenborn (en)          | Republican | 3 janvier 1965 - 3 janvier 1983   | 89e - 97e   | Élu en 1964. Réélu en 1966. Réélu en 1968. Réélu en 1970. Réélu en 1972. Réélu en 1974. Réélu en 1978. Réélu en 1980. Redécoupage vers le 13e district.                         | 1973 – 1983                                                              |
| Tom Corcoran (en)               | Republican | 3 janvier 1983 - 28 novembre 1984 | 98e         | Redécoupage depuis le 15e district et réélu en 1982. Démissionne pour se présenter comme Sénateur des États-Unis.                                                               | 1983 – 1993                                                              |
| Vacant                          | Vacant     | 28 novembre 1984 - 3 janvier 1985 |             | | 1983 – 1993                                                              |
| John E. Grotberg (en)           | Republican | 3 janvier 1985 - 15 novembre 1986 | 99e         | Élu en 1984. Décès. | 1983 – 1993                                                              |
| Vacant                          | Vacant     | 15 novembre 1986 - 3 janvier 1987 |             | | 1983 – 1993                                                              |
| Dennis Hastert                  | Republican | 3 janvier 1987 - 26 novembre 2007 | 100e - 110e | Élu en 1986. Réélu en 1988. Réélu en 1990. Réélu en 1992. Réélu en 1994. Réélu en 1996. Réélu en 1998. Réélu en 2000. Réélu en 2002. Réélu en 2004. Réélu en 2006. Démissionne. | 1983 – 1993                                                              |
| Dennis Hastert                  | Republican | 3 janvier 1987 - 26 novembre 2007 | 100e - 110e | Élu en 1986. Réélu en 1988. Réélu en 1990. Réélu en 1992. Réélu en 1994. Réélu en 1996. Réélu en 1998. Réélu en 2000. Réélu en 2002. Réélu en 2004. Réélu en 2006. Démissionne. | 1993 – 2003                                                              |
| Dennis Hastert                  | Republican | 3 janvier 1987 - 26 novembre 2007 | 100e - 110e | Élu en 1986. Réélu en 1988. Réélu en 1990. Réélu en 1992. Réélu en 1994. Réélu en 1996. Réélu en 1998. Réélu en 2000. Réélu en 2002. Réélu en 2004. Réélu en 2006. Démissionne. | 2003 – 2013                                                              |
| Vacant                          | Vacant     | 26 novembre 2007 - 8 mars 2008    |             | |                                                                          |
| Bill Foster                     | Democratic | 8 mars 2008 - 3 janvier 2011      | 110e , 111e | Élu pour terminer le mandat d'Hastert. Réélu en 2008. Perds sa réélection. |                                                                          |
| Randy Hultgren                  | Republican | 3 janvier 2011 - 3 janvier 2019   | 112e - 115e | Élu en 2010. Réélu en 2012. Réélu en 2014. Réélu en 2016. Perds sa réélection.                                                                                                  |                                                                          |
| Randy Hultgren                  | Republican | 3 janvier 2011 - 3 janvier 2019   | 112e - 115e | Élu en 2010. Réélu en 2012. Réélu en 2014. Réélu en 2016. Perds sa réélection.                                                                                                  | 2013–2023                                                                |
| Lauren Underwood                | Democratic | 3 janvier 2019 - Présent          | 116e - 118e | Élue en 2018. Réélue en 2020. Réélue en 2022. |                                                                          |
| Lauren Underwood                | Democratic | 3 janvier 2019 - Présent          | 116e - 118e | Élue en 2018. Réélue en 2020. Réélue en 2022. | 2023–Présent                                                             |

## Résultats des récentes élections
Voici les résultats des dix précédents cycles électoraux dans le district.

### 2004
| Élection de 2004 du 14e district congressionnel de l'Illinois | Élection de 2004 du 14e district congressionnel de l'Illinois | Élection de 2004 du 14e district congressionnel de l'Illinois | Élection de 2004 du 14e district congressionnel de l'Illinois | Élection de 2004 du 14e district congressionnel de l'Illinois |
| ------------------------------------------------------------- | ------------------------------------------------------------- | ------------------------------------------------------------- | ------------------------------------------------------------- | ------------------------------------------------------------- |
| Parti                                                         | Parti                                                         | Candidat                                                      | Votes                                                         | %                                                             |
|                                                               | Républicain                                                   | Dennis Hastert (sortant)                                      | 191 618                                                       | 68,6                                                          |
|                                                               | Démocrate                                                     | Ruben Zamora                                                  | 87 590                                                        | 31,4                                                          |
| Total des votes                                               | Total des votes                                               | Total des votes                                               | 279 208                                                       | 100%                                                          |
|                                                               | Les Républicains conservent                                   |                                                               |                                                               |                                                               |

### 2006
| Élection de 2006 du 14e district congressionnel de l'Illinois | Élection de 2006 du 14e district congressionnel de l'Illinois | Élection de 2006 du 14e district congressionnel de l'Illinois | Élection de 2006 du 14e district congressionnel de l'Illinois | Élection de 2006 du 14e district congressionnel de l'Illinois |
| ------------------------------------------------------------- | ------------------------------------------------------------- | ------------------------------------------------------------- | ------------------------------------------------------------- | ------------------------------------------------------------- |
| Parti                                                         | Parti                                                         | Candidat                                                      | Votes                                                         | %                                                             |
|                                                               | Républicain                                                   | Dennis Hastert (sortant)                                      | 117 870                                                       | 59,8                                                          |
|                                                               | Démocrate                                                     | Jonathan "John" Laesch                                        | 79 274                                                        | 40,2                                                          |
| Total des votes                                               | Total des votes                                               | Total des votes                                               | 197 144                                                       | 100%                                                          |
|                                                               | Les Républicains conservent                                   |                                                               |                                                               |                                                               |

### 2008
| Élection de 2008 du 14e district congressionnel de l'Illinois | Élection de 2008 du 14e district congressionnel de l'Illinois | Élection de 2008 du 14e district congressionnel de l'Illinois | Élection de 2008 du 14e district congressionnel de l'Illinois | Élection de 2008 du 14e district congressionnel de l'Illinois |
| ------------------------------------------------------------- | ------------------------------------------------------------- | ------------------------------------------------------------- | ------------------------------------------------------------- | ------------------------------------------------------------- |
| Parti                                                         | Parti                                                         | Candidat                                                      | Votes                                                         | %                                                             |
|                                                               | Démocrate                                                     | Bill Foster (sortant)                                         | 185 404                                                       | 57,7                                                          |
|                                                               | Républicain                                                   | Jim Oberweis                                                  | 135 653                                                       | 42,3                                                          |
| Total des votes                                               | Total des votes                                               | Total des votes                                               | 321 057                                                       | 100%                                                          |
|                                                               | Les Démocrates prennent aux Républicains                      |                                                               |                                                               |                                                               |

### 2010
| Élection de 2006 du 14e district congressionnel de l'Illinois | Élection de 2006 du 14e district congressionnel de l'Illinois | Élection de 2006 du 14e district congressionnel de l'Illinois | Élection de 2006 du 14e district congressionnel de l'Illinois | Élection de 2006 du 14e district congressionnel de l'Illinois |
| ------------------------------------------------------------- | ------------------------------------------------------------- | ------------------------------------------------------------- | ------------------------------------------------------------- | ------------------------------------------------------------- |
| Parti                                                         | Parti                                                         | Candidat                                                      | Votes                                                         | %                                                             |
|                                                               | Républicain                                                   | Randy Hultgren                                                | 112 369                                                       | 51,3                                                          |
|                                                               | Démocrate                                                     | Bill Foster (sortant)                                         | 98 645                                                        | 45,0                                                          |
|                                                               | Vert                                                          | Daniel J. Kairis                                              | 7949                                                          | 3,6                                                           |
|                                                               | Indépendant                                                   | Doug Marks                                                    | 50                                                            | 0,0                                                           |
| Total des votes                                               | Total des votes                                               | Total des votes                                               | 219 013                                                       | 100%                                                          |
|                                                               | Les Républicains prennent aux Démocrates                      |                                                               |                                                               |                                                               |

### 2012
| Élection de 2012 du 14e district congressionnel de l'Illinois | Élection de 2012 du 14e district congressionnel de l'Illinois | Élection de 2012 du 14e district congressionnel de l'Illinois | Élection de 2012 du 14e district congressionnel de l'Illinois | Élection de 2012 du 14e district congressionnel de l'Illinois |
| ------------------------------------------------------------- | ------------------------------------------------------------- | ------------------------------------------------------------- | ------------------------------------------------------------- | ------------------------------------------------------------- |
| Parti                                                         | Parti                                                         | Candidat                                                      | Votes                                                         | %                                                             |
|                                                               | Républicain                                                   | Randy Hultgren (sortant)                                      | 177 603                                                       | 58,8                                                          |
|                                                               | Démocrate                                                     | Dennis Anderson                                               | 124 351                                                       | 41,2                                                          |
| Total des votes                                               | Total des votes                                               | Total des votes                                               | 301 954                                                       | 100%                                                          |
|                                                               | Les Républicains conservent                                   |                                                               |                                                               |                                                               |

### 2014
| Élection de 2014 du 14e district congressionnel de l'Illinois | Élection de 2014 du 14e district congressionnel de l'Illinois | Élection de 2014 du 14e district congressionnel de l'Illinois | Élection de 2014 du 14e district congressionnel de l'Illinois | Élection de 2014 du 14e district congressionnel de l'Illinois |
| ------------------------------------------------------------- | ------------------------------------------------------------- | ------------------------------------------------------------- | ------------------------------------------------------------- | ------------------------------------------------------------- |
| Parti                                                         | Parti                                                         | Candidat                                                      | Votes                                                         | %                                                             |
|                                                               | Républicain                                                   | Randy Hultgren (sortant)                                      | 145 369                                                       | 65,4                                                          |
|                                                               | Démocrate                                                     | Dennis Anderson                                               | 76 861                                                        | 34,6                                                          |
| Total des votes                                               | Total des votes                                               | Total des votes                                               | 222 230                                                       | 100%                                                          |
|                                                               | Les Républicains conservent                                   |                                                               |                                                               |                                                               |

### 2016
| Élection de 2016 du 14e district congressionnel de l'Illinois | Élection de 2016 du 14e district congressionnel de l'Illinois | Élection de 2016 du 14e district congressionnel de l'Illinois | Élection de 2016 du 14e district congressionnel de l'Illinois | Élection de 2016 du 14e district congressionnel de l'Illinois |
| ------------------------------------------------------------- | ------------------------------------------------------------- | ------------------------------------------------------------- | ------------------------------------------------------------- | ------------------------------------------------------------- |
| Parti                                                         | Parti                                                         | Candidat                                                      | Votes                                                         | %                                                             |
|                                                               | Républicain                                                   | Randy Hultgren (sortant)                                      | 200 508                                                       | 59,3                                                          |
|                                                               | Démocrate                                                     | Jim Walz                                                      | 137 589                                                       | 40,7                                                          |
| Total des votes                                               | Total des votes                                               | Total des votes                                               | 338 097                                                       | 100%                                                          |
|                                                               | Les Républicains conservent                                   |                                                               |                                                               |                                                               |

### 2018
| Élection de 2018 du 14e district congressionnel de l'Illinois | Élection de 2018 du 14e district congressionnel de l'Illinois | Élection de 2018 du 14e district congressionnel de l'Illinois | Élection de 2018 du 14e district congressionnel de l'Illinois | Élection de 2018 du 14e district congressionnel de l'Illinois |
| ------------------------------------------------------------- | ------------------------------------------------------------- | ------------------------------------------------------------- | ------------------------------------------------------------- | ------------------------------------------------------------- |
| Parti                                                         | Parti                                                         | Candidat                                                      | Votes                                                         | %                                                             |
|                                                               | Démocrate                                                     | Lauren Underwood                                              | 156 035                                                       | 52,5                                                          |
|                                                               | Républicain                                                   | Randy Hultgren (sortant)                                      | 141 164                                                       | 47,5                                                          |
| Total des votes                                               | Total des votes                                               | Total des votes                                               | 297 199                                                       | 100%                                                          |
|                                                               | Les Démocrates prennent aux Républicains                      |                                                               |                                                               |                                                               |

### 2020
| Élection de 2020 du 14e district congressionnel de l'Illinois | Élection de 2020 du 14e district congressionnel de l'Illinois | Élection de 2020 du 14e district congressionnel de l'Illinois | Élection de 2020 du 14e district congressionnel de l'Illinois | Élection de 2020 du 14e district congressionnel de l'Illinois |
| ------------------------------------------------------------- | ------------------------------------------------------------- | ------------------------------------------------------------- | ------------------------------------------------------------- | ------------------------------------------------------------- |
| Parti                                                         | Parti                                                         | Candidat                                                      | Votes                                                         | %                                                             |
|                                                               | Démocrate                                                     | Lauren Underwood (sortante)                                   | 203 209                                                       | 50,7                                                          |
|                                                               | Républicain                                                   | Jim Oberweis                                                  | 197 835                                                       | 49,3                                                          |
|                                                               | Indépendant                                                   | Joseph Monack (write-in)                                      | 8                                                             | 0,0                                                           |
| Total des votes                                               | Total des votes                                               | Total des votes                                               | 401 052                                                       | 100%                                                          |
|                                                               | Les Démocrates conservent                                     |                                                               |                                                               |                                                               |

### 2022
| Primaire Démocrate de 2022 du 14e district congressionnel de l'Illinois | Primaire Démocrate de 2022 du 14e district congressionnel de l'Illinois | Primaire Démocrate de 2022 du 14e district congressionnel de l'Illinois | Primaire Démocrate de 2022 du 14e district congressionnel de l'Illinois | Primaire Démocrate de 2022 du 14e district congressionnel de l'Illinois |
| ----------------------------------------------------------------------- | ----------------------------------------------------------------------- | ----------------------------------------------------------------------- | ----------------------------------------------------------------------- | ----------------------------------------------------------------------- |
| Parti                                                                   | Parti                                                                   | Candidat                                                                | Votes                                                                   | %                                                                       |
|                                                                         | Démocrate                                                               | Lauren Underwood (sortante)                                             | 37 780                                                                  | 100                                                                     |

| Primaire Républicaine de 2022 du 14e district congressionnel de l'Illinois | Primaire Républicaine de 2022 du 14e district congressionnel de l'Illinois | Primaire Républicaine de 2022 du 14e district congressionnel de l'Illinois | Primaire Républicaine de 2022 du 14e district congressionnel de l'Illinois | Primaire Républicaine de 2022 du 14e district congressionnel de l'Illinois |
| -------------------------------------------------------------------------- | -------------------------------------------------------------------------- | -------------------------------------------------------------------------- | -------------------------------------------------------------------------- | -------------------------------------------------------------------------- |
| Parti                                                                      | Parti                                                                      | Candidat                                                                   | Votes                                                                      | %                                                                          |
|                                                                            | Républicain                                                                | Scott Gryder                                                               | 13 998                                                                     | 30,9                                                                       |
|                                                                            | Républicain                                                                | James Marter                                                               | 10 950                                                                     | 24,2                                                                       |
|                                                                            | Républicain                                                                | Mike Koolidge                                                              | 9378                                                                       | 20,7                                                                       |
|                                                                            | Républicain                                                                | Jack Lombardi II                                                           | 6372                                                                       | 14,0                                                                       |
|                                                                            | Républicain                                                                | Jaime Milton                                                               | 4612                                                                       | 10,2                                                                       |

| Élection de 2022 du 14e district congressionnel de l'Illinois | Élection de 2022 du 14e district congressionnel de l'Illinois | Élection de 2022 du 14e district congressionnel de l'Illinois | Élection de 2022 du 14e district congressionnel de l'Illinois | Élection de 2022 du 14e district congressionnel de l'Illinois |
| ------------------------------------------------------------- | ------------------------------------------------------------- | ------------------------------------------------------------- | ------------------------------------------------------------- | ------------------------------------------------------------- |
| Parti                                                         | Parti                                                         | Candidat                                                      | Votes                                                         | %                                                             |
|                                                               | Démocrate                                                     | Lauren Underwood (sortante)                                   | 128 141                                                       | 54,2                                                          |
|                                                               | Républicain                                                   | Scott Gryder                                                  | 108 451                                                       | 45,8                                                          |
|                                                               | Indépendant                                                   | Barry Wilson (write-in)                                       | 8                                                             | 0,0                                                           |
| Total des votes                                               | Total des votes                                               | Total des votes                                               | 236 600                                                       | 100%                                                          |
|                                                               | Les Démocrates conservent                                     |                                                               |                                                               |                                                               |

### 2024
| Primaire Démocrate de 2024 du 14e district congressionnel de l'Illinois | Primaire Démocrate de 2024 du 14e district congressionnel de l'Illinois | Primaire Démocrate de 2024 du 14e district congressionnel de l'Illinois | Primaire Démocrate de 2024 du 14e district congressionnel de l'Illinois | Primaire Démocrate de 2024 du 14e district congressionnel de l'Illinois |
| ----------------------------------------------------------------------- | ----------------------------------------------------------------------- | ----------------------------------------------------------------------- | ----------------------------------------------------------------------- | ----------------------------------------------------------------------- |
| Parti                                                                   | Parti                                                                   | Candidat                                                                | Votes                                                                   | %                                                                       |
|                                                                         | Démocrate                                                               | Lauren Underwood (sortante)                                             | 32 400                                                                  | 100%                                                                    |

| Primaire Républicaine de 2024 du 14e district congressionnel de l'Illinois | Primaire Républicaine de 2024 du 14e district congressionnel de l'Illinois | Primaire Républicaine de 2024 du 14e district congressionnel de l'Illinois | Primaire Républicaine de 2024 du 14e district congressionnel de l'Illinois | Primaire Républicaine de 2024 du 14e district congressionnel de l'Illinois |
| -------------------------------------------------------------------------- | -------------------------------------------------------------------------- | -------------------------------------------------------------------------- | -------------------------------------------------------------------------- | -------------------------------------------------------------------------- |
| Parti                                                                      | Parti                                                                      | Candidat                                                                   | Votes                                                                      | %                                                                          |
|                                                                            | Républicain                                                                | James Marter                                                               | 24 828                                                                     | 79,1                                                                       |
|                                                                            | Républicain                                                                | Charlie Kim                                                                | 6571                                                                       | 20,9                                                                       |

| Élection de 2024 du 14e district congressionnel de l'Illinois | Élection de 2024 du 14e district congressionnel de l'Illinois | Élection de 2024 du 14e district congressionnel de l'Illinois | Élection de 2024 du 14e district congressionnel de l'Illinois | Élection de 2024 du 14e district congressionnel de l'Illinois |
| ------------------------------------------------------------- | ------------------------------------------------------------- | ------------------------------------------------------------- | ------------------------------------------------------------- | ------------------------------------------------------------- |
| Parti                                                         | Parti                                                         | Candidat                                                      | Votes                                                         | %                                                             |
|                                                               | Démocrate                                                     | Lauren Underwood (sortante)                                   | 183 446                                                       | 55,1                                                          |
|                                                               | Républicain                                                   | James Marter                                                  | 149 464                                                       | 44,9                                                          |
|                                                               | Write-In                                                      | Write-In                                                      | 19                                                            | 0,0                                                           |
| Total des votes                                               | Total des votes                                               | Total des votes                                               | 332 929                                                       | 100 %                                                         |
|                                                               | Les Démocrates conservent                                     |                                                               |                                                               |                                                               |